# Widescreen anamorfico
Il Widescreen anamorfico o 16:9 anamorfico è un particolare metodo di trattamento dei filmati e video e di tutto ciò che è audiovisivo, usato durante le conversioni tra i vari sistemi di ripresa (cineprese, telecamere, videocamere, foto-videocamere, ecc) e di editing, o di trasmissione e memorizzazione delle immagini elettroniche in generale per uso domestico, per sfruttare al meglio la banda passante e la risoluzione video degli eventuali supporti, inserendovi correttamente anche i filmati a schermo largo anamorfico tipici del cinema in formato anamorfico (2,39:1). 
Il termine, composto dalle parole widescreen (schermo ampio) e anamorfico, è entrato in uso verso la fine degli anni novanta nel campo del home entertainment e sta ad indicare spesso un formato video di un DVD o di una videocassetta, per la visione sulle TV.

## Descrizione
Questo sistema è solamente analogo a quello del cinema, ma è una funzione elettronico/digitale, che non sfrutta le lenti o le ottiche. È in grado di comprimere in modo anamorfico un filmato ad alta risoluzione (HD) dentro un pacchetto a risoluzione più bassa o a risoluzione standard (SD), per perdere il minimo dei dati possibili e mantenere una buona qualità video anche su schermi molto ampi. 
Ad esempio, la risoluzione tipica del DVD-Video, in standard PAL, è 720×576 pixel/linea (1,25x) ed è compresso con codec MPEG-2 a bitrate variabile. Per inserire un video girato in 16:9, questo va compresso in larghezza di 1,422x, per riempire completamente il pacchetto di streaming del supporto, senza tagliare nulla del video originale; poi sarà decompresso per essere visualizzato su uno schermo 16:9, riempiendo tutti i punti immagine col video. Allo stesso modo si fa per i film a schermo largo, ma in quel caso potrebbero dover rimanere delle bande nere sopra e sotto.
Se il supporto DVD è stato inciso in anamorfico, non sarà necessario intervenire sullo zoom per la visione in un normale televisore 16:9 (o proiettore, sempre con matrice 16:9), poiché l'immagine si adatterà automaticamente al quadro; ma se il dvd fosse stato inciso in widescreen letterbox (quindi non anamorfico), sarà necessario zoomare l'immagine per poterla visualizzare correttamente. 
Il Widescreen anamorifico è supportato anche da alcuni tipi di videocassette, ad esempio dalle VHS, dalle S-VHS e dalle DV.

## In televisione
Oramai (nel 2024) quasi tutte le televisioni nazionali trasmettono film, telefilm, show e altri programmi in 16:9 in HDTV. Questo grazie alla diffusione del digitale terrestre che consente di gestire la visualizzazione a seconda di un segnale (flag) incluso nella trasmissione (Widescreen signaling) letto dal set-top box, che a seconda delle scelta dell'utente nelle impostazioni, visualizzerà il contenuto in 16:9 (per i tv 16:9), 4:3 Letterbox (per i tv 4:3, crea le bande nere sopra e sotto) o 4:3 Pan&Scan (alternativa al letterbox, centra l'immagine e la taglia ai lati in modo da vedere a schermo intero su un tv 4:3).

## DVD
Un esempio di video digitale anamorfico è dato dal DVD. Il formato di memorizzazione dei DVD è 720 x 576 pixel (SAR = 1,250 5:4).
La proporzione del Widescreen è 16:9 (DAR = 1,778)
Per sfruttare al meglio la capacità di memorizzazione del DVD, il video viene dunque memorizzato in formato anamorfico con PAR = 1,422:1 (1,778 / 1,250) comprimendolo in larghezza.
Durante la visione, l'immagine viene riportata alle sue proporzioni originali e può essere visualizzata in:
- Formato integrale, se lo schermo è Widescreen, cioè ha lo stesso PAR del filmato originale.
- Formato Letterbox, se lo schermo ha PAR diverso dal filmato originale e si decide di mettere delle bande nere sopra e sotto (Es: video Widescreen visualizzati su schermi Fullscreen) oppure a destra e sinistra (Es: video Fullscreen visualizzati su schermi Widescreen).
- Formato Pan and scan, se lo schermo ha DAR diverso dal filmato originale e si decide di sacrificare i bordi dell'immagine.